# Meester van Katharina van Kleef

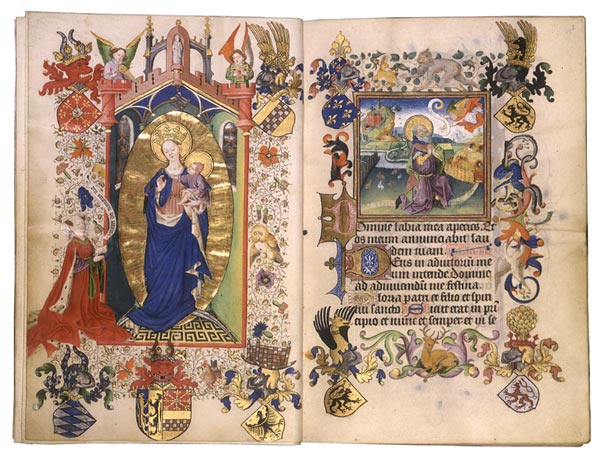
De eerste pagina's uit het Getijdenboek van Katharina van Kleef, M. 945, ff. 1v en 2r

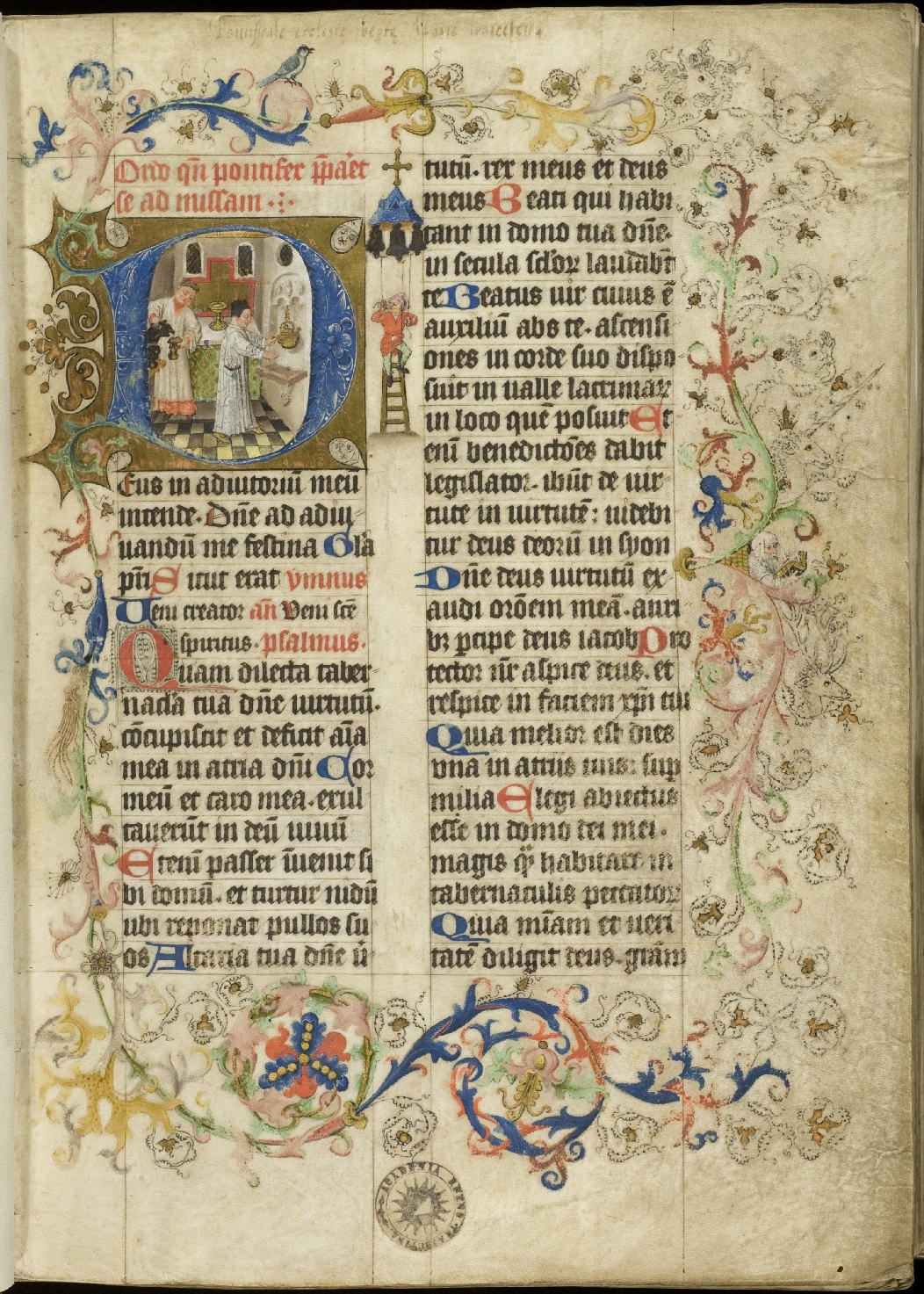
Pontificale ecclesiae beatae Mariae Trajectensis, Universiteitsbibliotheek Utrecht, Hs. 400, f. 1r. De initiaal is voorzien van een afbeelding van de bisschop en de voorbereiding van de mis

Meester van Katharina van Kleef is de noodnaam van een vermoedelijk Noord-Nederlands kunstenaar en boekverluchter die tussen 1430 en 1450 werkzaam was te Utrecht.
De naam van de onbekende kunstenaar verwijst naar het door hem vervaardigde Getijdenboek van Katharina van Kleef dat hij rond 1440–1441 vervaardigde voor Katharina van Kleef, de echtgenote van Arnold van Egmont, hertog van Gelre. Leermeester van de kunstenaar was de Meester van Zweder van Culemborg. Zoals veel van zijn tijdgenoten was de Meester van Katharina van Kleef schatplichtig aan Robert Campin en de invloedrijke kunstenaar Jan van Eyck. Dit werk van de Meester kan worden beschouwd als behorende tot de beste en belangrijkste van de middeleeuwse manuscripten ter wereld. 
Vermoedens wie er uiteindelijk achter de Meester van Katharina van Kleef schuilgaat, lopen uiteen van een atelier bestaande uit meerdere personen tot een enkele kunstenaar die later hulp had van een compagnon. Een vijftiental handschriften wordt toegeschreven aan het oeuvre van de Meester van Katharina van Kleef. Bij vrijwel alle werken uit het oeuvre gaat het om getijdenboeken of (historie)bijbels. Een afwijking hierop vormt het Pontificale van Sinte Marie dat liturgische teksten en handelingen bevat voor de bisschoppelijke functie. Het werk dateert uit omstreeks 1450 en het is uitsluitend door de Meester van Katharina van Kleef gedecoreerd. Anderen die ook verluchters waren van delen van werken, waren Lieven van Lathem (Getijdenboek van Katharina van Kleef) en Willem Vrelant (Getijdenboek van Montfoort, circa 1450). 
De Meester van Katharina van Kleef paste onder meer gehistorieerde initialen toe en als margedecoratie menigmaal droleries.